# Station Rosmalen
Station Rosmalen is een spoorwegstation in het centrum van Rosmalen aan de Brabantse Lijn, tussen station 's-Hertogenbosch Oost en station Oss West.

## Geschiedenis

### 1881 - 1938
Het station werd geopend in 1881. Het oude stationsgebouw van Rosmalen (met stationswoning) uit 1880 bestaat nog, maar is tegenwoordig in gebruik als woon- en kantoorpand. Het is gelegen aan de Stationsstraat en Spoorstraat. Ter hoogte van dit station was er in december 1920 een treinongeval. Bij dit treinongeval vonden drie mensen de dood.
Ook waren er stopplaatsen bij Sprokkelbosch en Kruisstraat. In het landschap is er echter niets dat daar aan herinnert. Waar zeer waarschijnlijk halte Sprokkelbosch heeft gestaan is thans de Peelhoeven. Het huis dat tevens dienst heeft gedaan als wachthuis voor de overwegen, en tot eind jaren zeventig als (een van de laatste met de hand bediende) seinpost, is in de jaren tachtig gesloopt.
Het oude pand heeft van 1881 tot en met 1938 dienstgedaan als stationsgebouw. In 1938 werd het station gesloten voor reizigersvervoer. Het stationsgebouw had daarna wel een functie als wachthuisje voor de bediening van seinen en overwegen, en het laadperron werd nog tot 1972 gebruikt voor goederenvervoer.

### 1981 – heden
Het huidige station is geopend in 1981 en is gelegen aan het Stationsplein. Het is een voorbeeld van een 'voorstadshalte' van de architect Hans Bak. Inmiddels heeft het station geen loketfunctie meer, maar vindt de kaartverkoop plaats via de vier kaartautomaten. In het oude loketgebouwtje is een Kiosk XL gevestigd.
Ter gelegenheid van de opening van het station kon men in 1981 gratis naar het circus op het Gildeplein als men een treinreis maakte naar station 's-Hertogenbosch of station Oss.

## Treindienst en voor- en natransport

### Treinen
| Serie | Treinsoort    | Route                                                                                  | Bijzonderheden |
| ----- | ------------- | -------------------------------------------------------------------------------------- | --- |
| 4400  | Sprinter (NS) | Oss – Rosmalen – 's-Hertogenbosch – Eindhoven Centraal – Helmond – Deurne              | Rijdt in de ochtendspits van maandag t/m donderdag twee ritten van/naar Oss, waarbij richting Oss non-stop wordt gereden tussen 's-Hertogenbosch en Oss. |
| 6600  | Sprinter (NS) | Dordrecht – Breda – Tilburg – 's-Hertogenbosch – Rosmalen – Nijmegen – Arnhem Centraal | Rijdt alleen doordeweeks tot 19:00 uur tussen Nijmegen en Arnhem Centraal v.v.                                                                           |

### Overig
Er zijn onbewaakte fietsenstallingen en fietskluizen aanwezig. Ook is er parkeergelegenheid voor auto's.

## Afbeeldingen

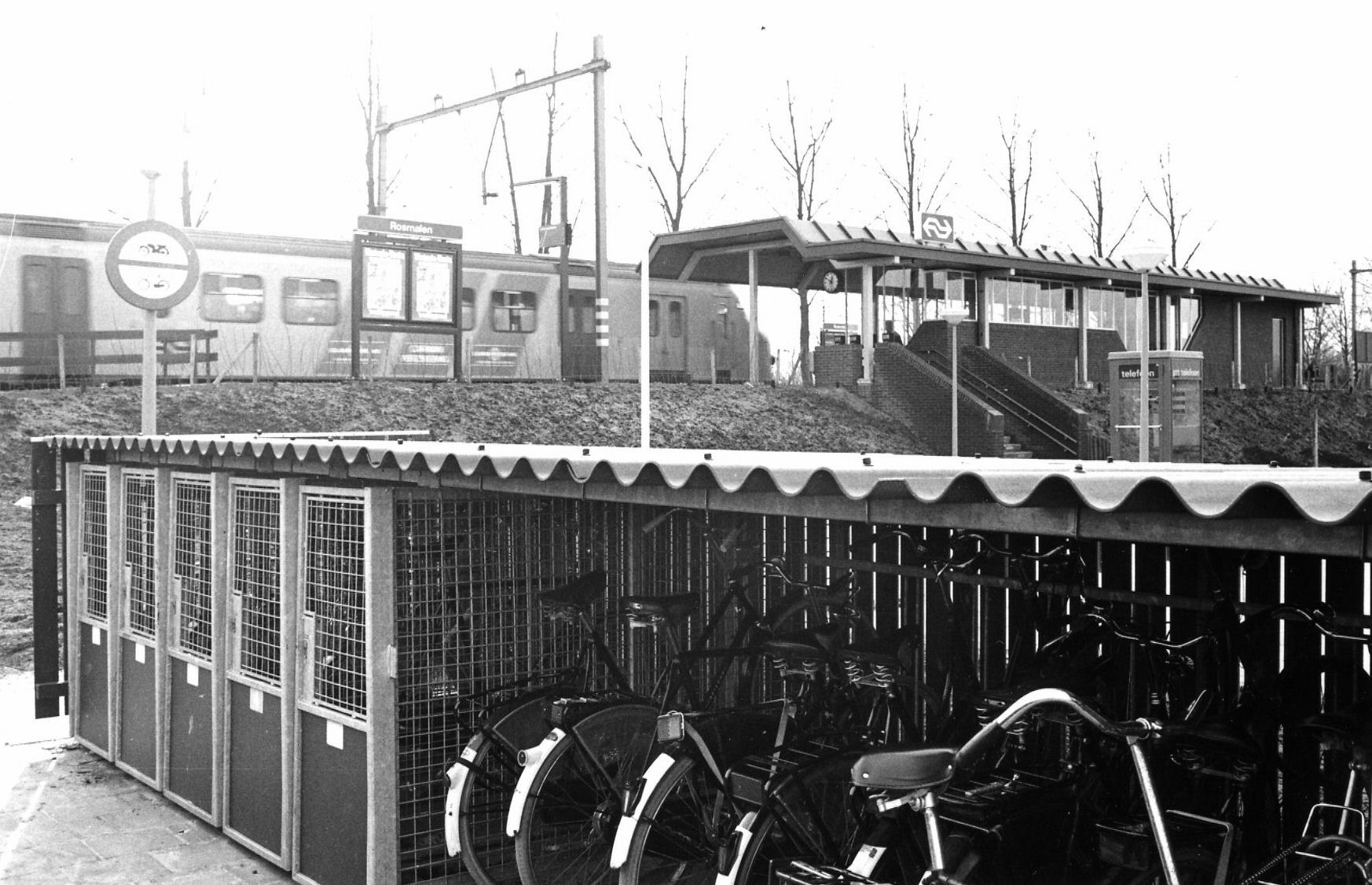
Het station in 1981
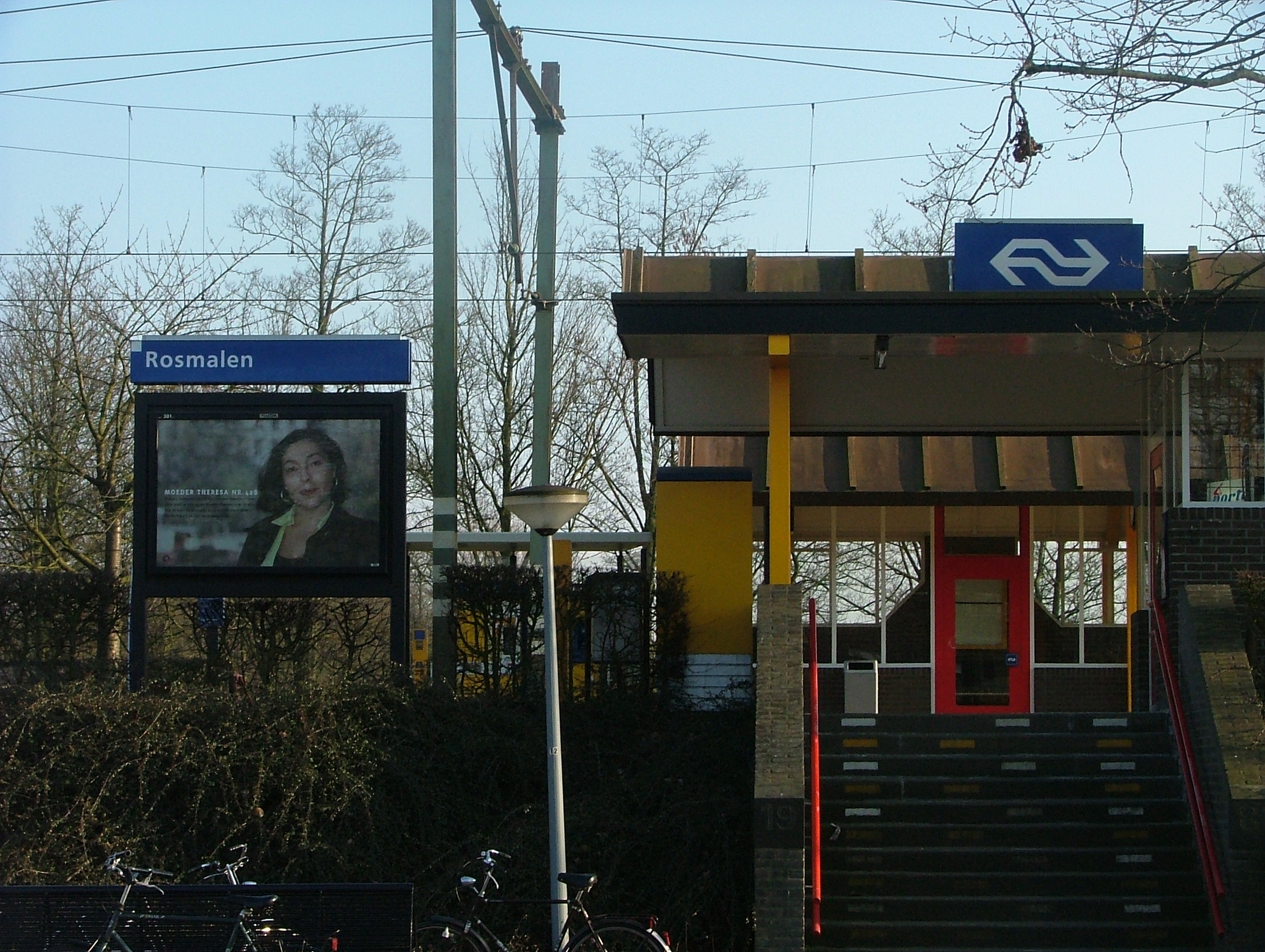
Ingang en trap vanaf het Stationsplein (2006)
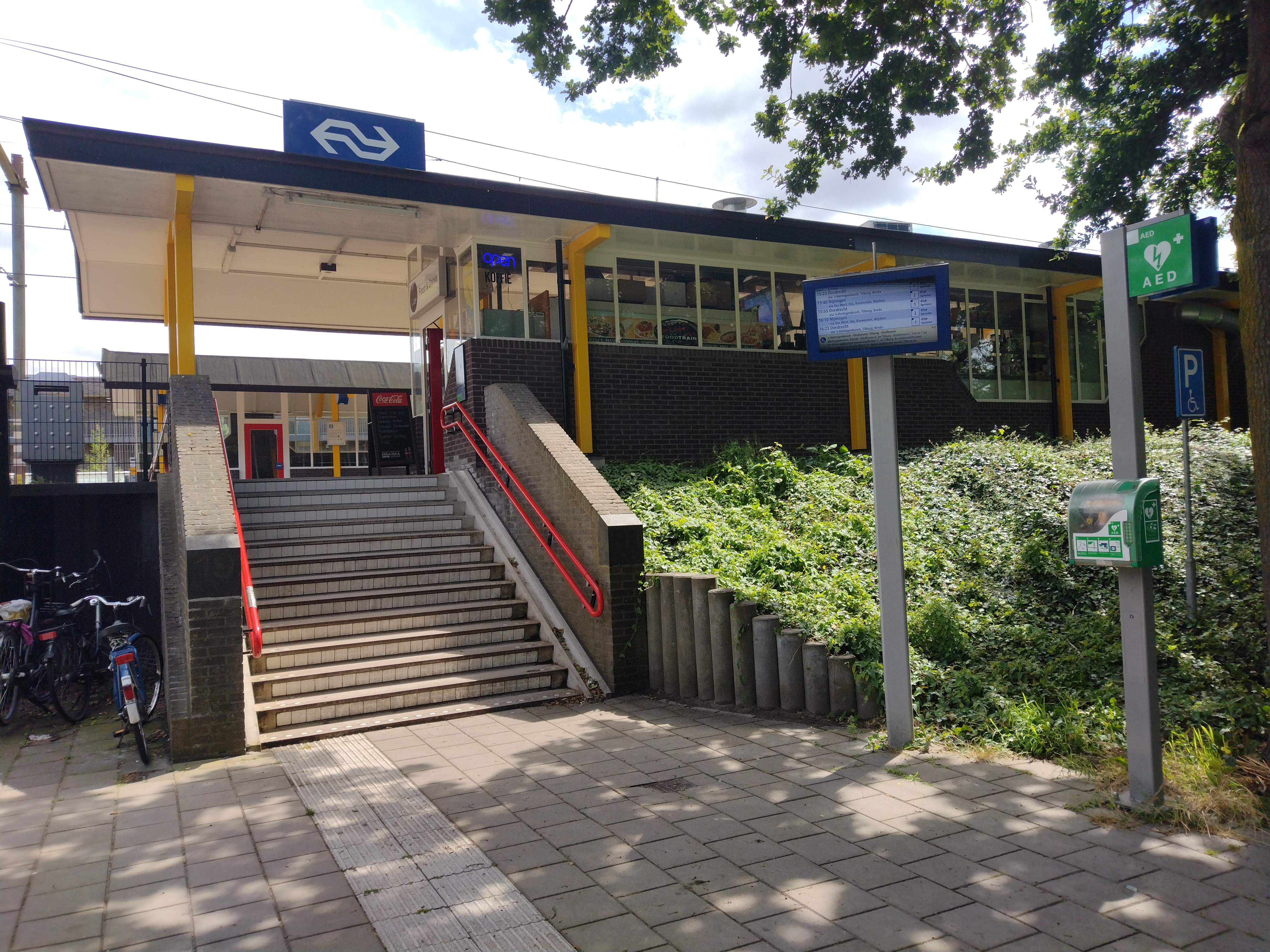
Dezelfde plek in 2024
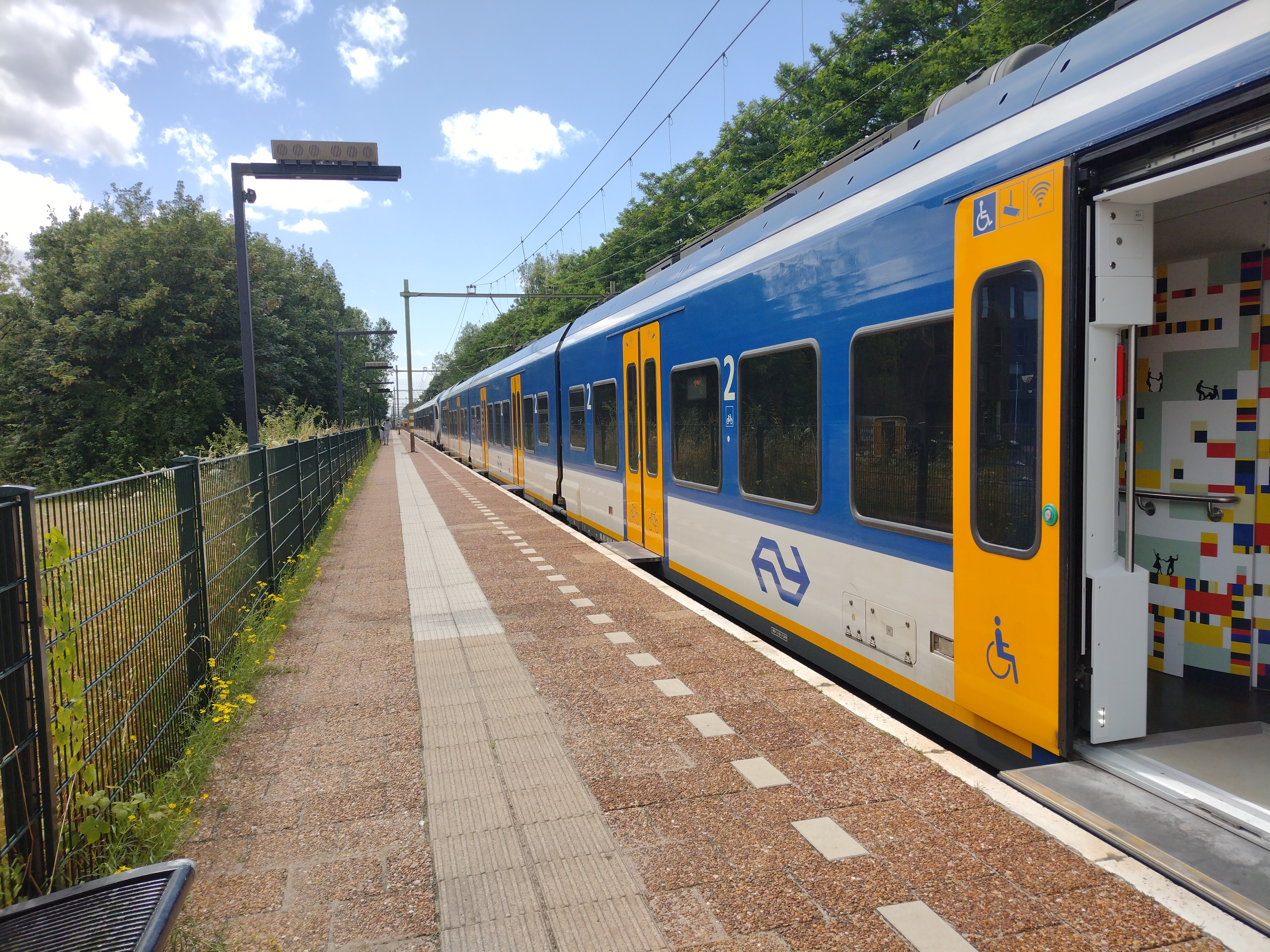
NS FLIRT op het station
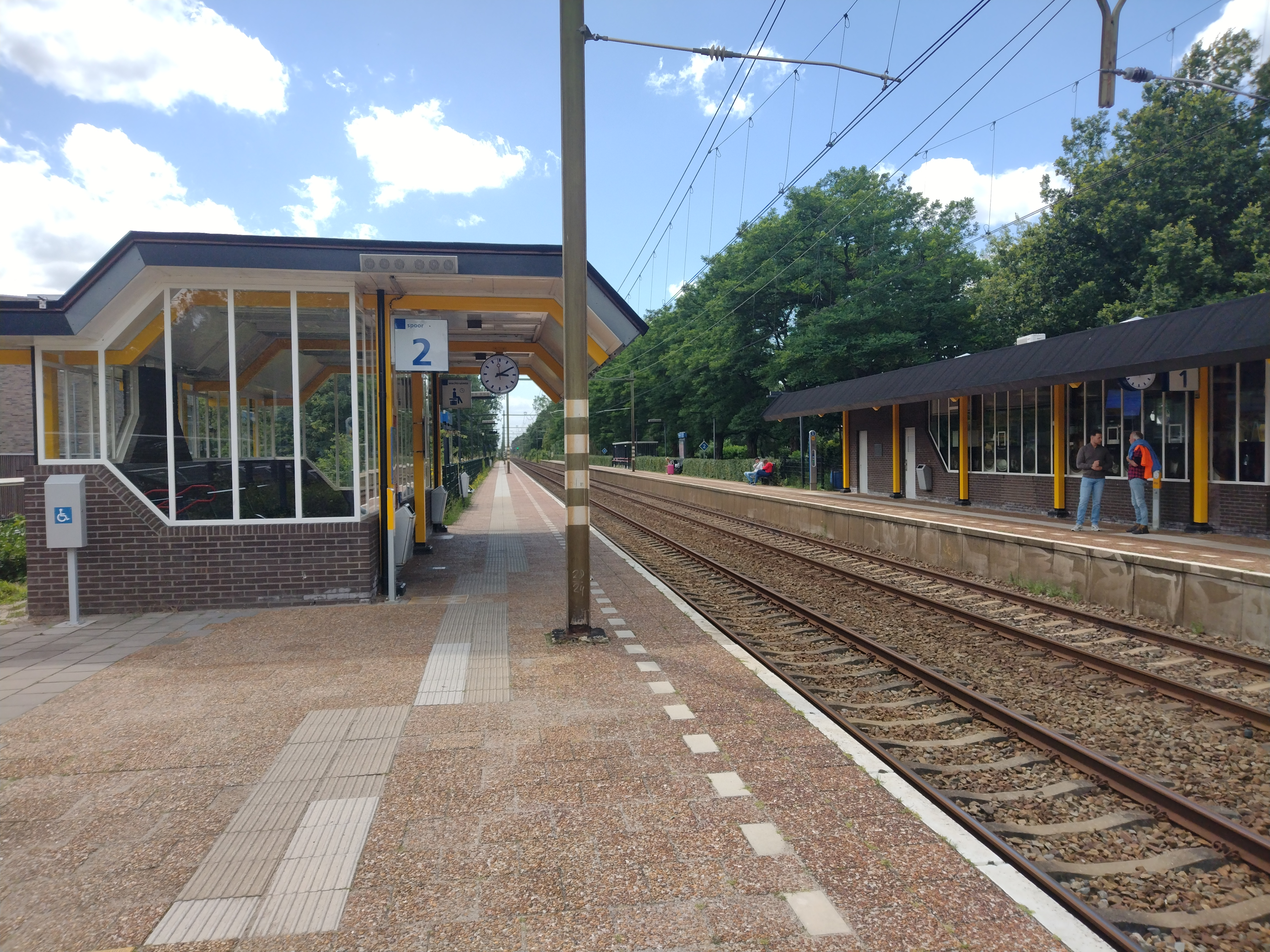
De perrons